# Koszmosz–314
Koszmosz–314 (oroszul: Космос 314) (DSZ-P1-Yu – oroszul: ДС-П1-Ю/28) Koszmosz műhold, a szovjet műszeres műhold-sorozat tagja. Technikai műhold.

## Küldetés
Feladata, hogy kijelölt pályán mozogva mérési etalonként segítse a ballisztikus ellenrakéták felderítését végző lokátorok (radarok) technikai műveleteinek tesztelését. Segítse a légvédelem szerves egységeinek (irányítás, védelmi eszközök riasztása, imitált elfogás és megsemmisítés) összehangolt működését.

## Jellemzői
Az OKB–1 tervezőirodában kifejlesztett és építését felügyelő műhold. Dnyipropetrovszk (oroszul: Днепропетровск), Ukrajnában OKB–586 a Déli Gépgyár (Juzsmas) volt a központja több Koszmosz (DSZ–2/, ДС-2) műhold összeszerelésének. Üzemeltetője a moszkvai MO (Министерство обороны) minisztérium.
1969. december 11-én  a Pleszeck űrrepülőtérről, a PL LC–133/1 indítóállásából egy Koszmosz–2 (11K63) típusú hordozórakétával juttatták (LEO = Low-Earth Orbit) alacsony Föld körüli pályára. Az orbitális egység pályája 91,4perces, 71 fokos hajlásszögű, elliptikus pálya perigeuma 263 kilométer, apogeuma 426 kilométer volt. Hasznos tömege 325 kilogramm.
A Koszmosz–311 programját folytatta. Alakja hengeres, átmérője 1.2 méter, hossza 1.8 méter. A sorozat felépítését, szerkezetét, alapvető fedélzeti rendszereit tekintve egységesített, szabványosított tudományos-kutató űreszköz. Áramforrása kémiai, illetve a felületét burkoló napelemek energiahasznosításának kombinációja (kémiai akkumulátorok, napelemes energiaellátás – földárnyékban puffer-akkumulátorokkal).
1970. március 22-én, 100 napos programja után belépett a légkörbe és megsemmisült.